# Burg Dudeldorf
Die Burg Dudeldorf, auch Schloss Dudeldorf und Nassauisches Haus genannt, ist das bedeutendste Denkmal in der Ortsgemeinde Dudeldorf im Eifelkreis Bitburg-Prüm in Rheinland-Pfalz. Die Burg steht in der Nordwestecke der ehemaligen Stadtbefestigung von Dudeldorf, die 1345 errichtet und 1451 bis 1453 wiederhergestellt wurde.

## Geschichte
Die ursprüngliche Burg Dudeldorf bestand im 12. Jahrhundert noch aus zwei Burgen, deren Entstehungszeit nicht bekannt ist. Ein Adelsherr von Dudeldorf wird bereits 1052 genannt. Im 14. Jahrhundert starb das Geschlecht derer von Dudeldorf aus.
Die Burg nimmt den nördlichen Teil der Stadtmauer ein,  die hier der Burg als Umfassungsmauer dient. Die bauliche Gesamtlage besteht aus dem mittelalterlichen, im 19. Jahrhundert zur Schule umgebauten Wohnturm, dem im 18. Jahrhundert angebauten zweiflügeligen Herrenhaus, dem Hof mit Torbogen und dem Garten mit Pavillon. Der sich über einem gewölbten Sockelgeschoss erhebende Bergfried trägt auf Höhe des obersten Fußbodens seiner drei Etagen in Ankerzahlen das Datum 1734. Es handelt sich um das Jahr seiner Instandsetzung und des Baubeginns des Herrenhauses durch Balthasar Seberger im Auftrag von Wolf Heinrich Gottfried Braun von Schmidtburg. Sein Vater Heinrich Gottfried kaufte das Schloss 1701. So entstand durch Heinrich Braun von Schmidtburg ab 1734 bis 1735 das Schloss Dudeldorf, damals noch Nassauisches Haus genannt. Das zweite Haus erscheint noch in dem österreichischen Katasterplan von 1766, wurde jedoch wegen des schlechten Zustands als Schafstall genutzt. Der längere der beiden durch Kantenquaderung betonten Flügel ist über dem mittleren seiner drei Oberlichtportale unterhalb eines Ehewappens 1735 datiert. Der südliche Flügel wurde in der ersten Hälfte des 19. Jahrhunderts zur Volksschule mit Lehrerwohnungen umgebaut. Weitere Umgestaltungen erfolgten 1847, 1853 und 1886. Die Eingangshalle gibt sich durch eine Feuerstelle an Sandsteinbögen als ehemalige Flurküche zu erkennen. Im Raum des Erdgeschosses – dem früheren Gerichtssaal – befindet sich eine flache, abgearbeitete Nische mit Rocaille. Im zweiten Obergeschoss ist eine Kaminumrandung mit profiliertem Sturz des 18. Jahrhunderts erhalten. Der Torbogen des von der Stadt in den Burghof führenden Wegs ist auf seinem Schlussstein unterhalb eines zerstörten Ehewappens von 1715 bezeichnet. An der Gartenmauer erhebt sich über den Grundmauern eines nach außen vorspringenden ehemaligen Wehrturms ein Gartenhaus des 18. Jahrhunderts mit 1994 bis 1995 wiederhergestelltem Walmdach, das an seiner Außenwand noch Flächen von barocker Fensterbemalung hat. Im Zweiten Weltkrieg diente die Burg nicht mehr als Schule, sondern als Munitionslager der Wehrmacht.
Heute sind von der alten Burg nur noch ein Turm und die Burgmauer erhalten. Die heutige Anlage erscheint als zweiflügeliges Herrenhaus mit einem älteren dreigeschossigen Wohnturm in der Südwestecke der Anlage.

Burg Dudeldorf
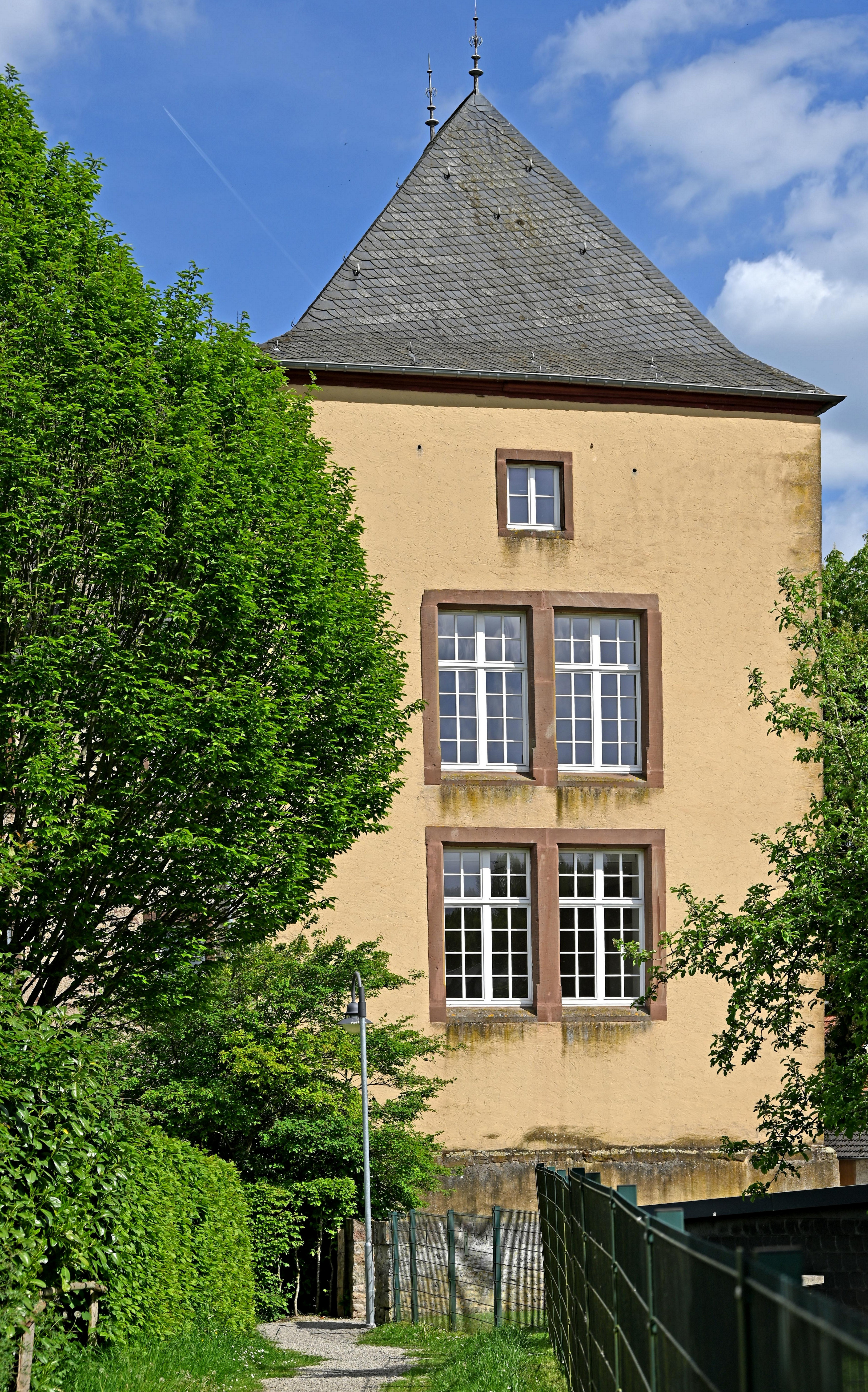
Wohnturm
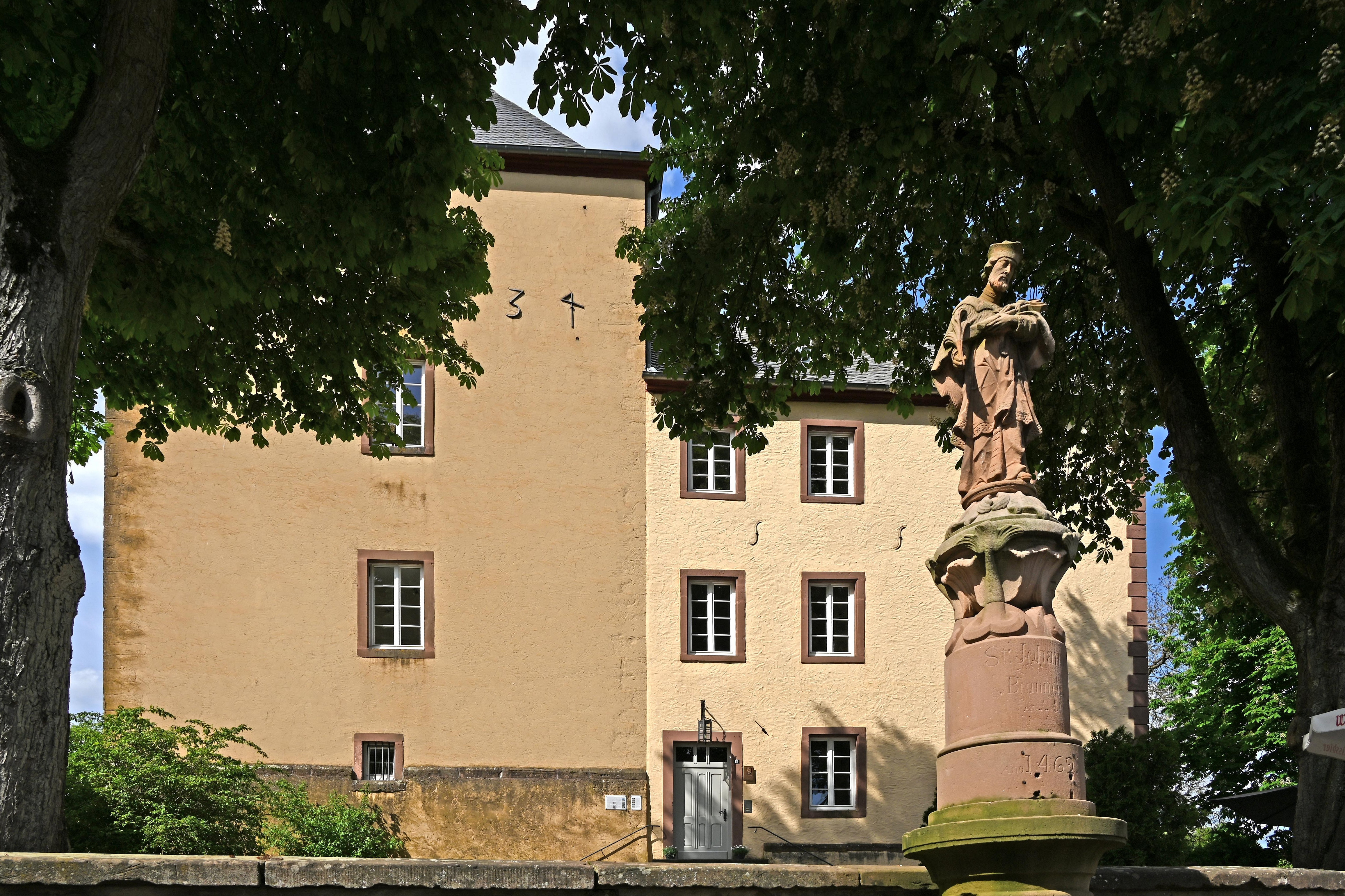
Südseite
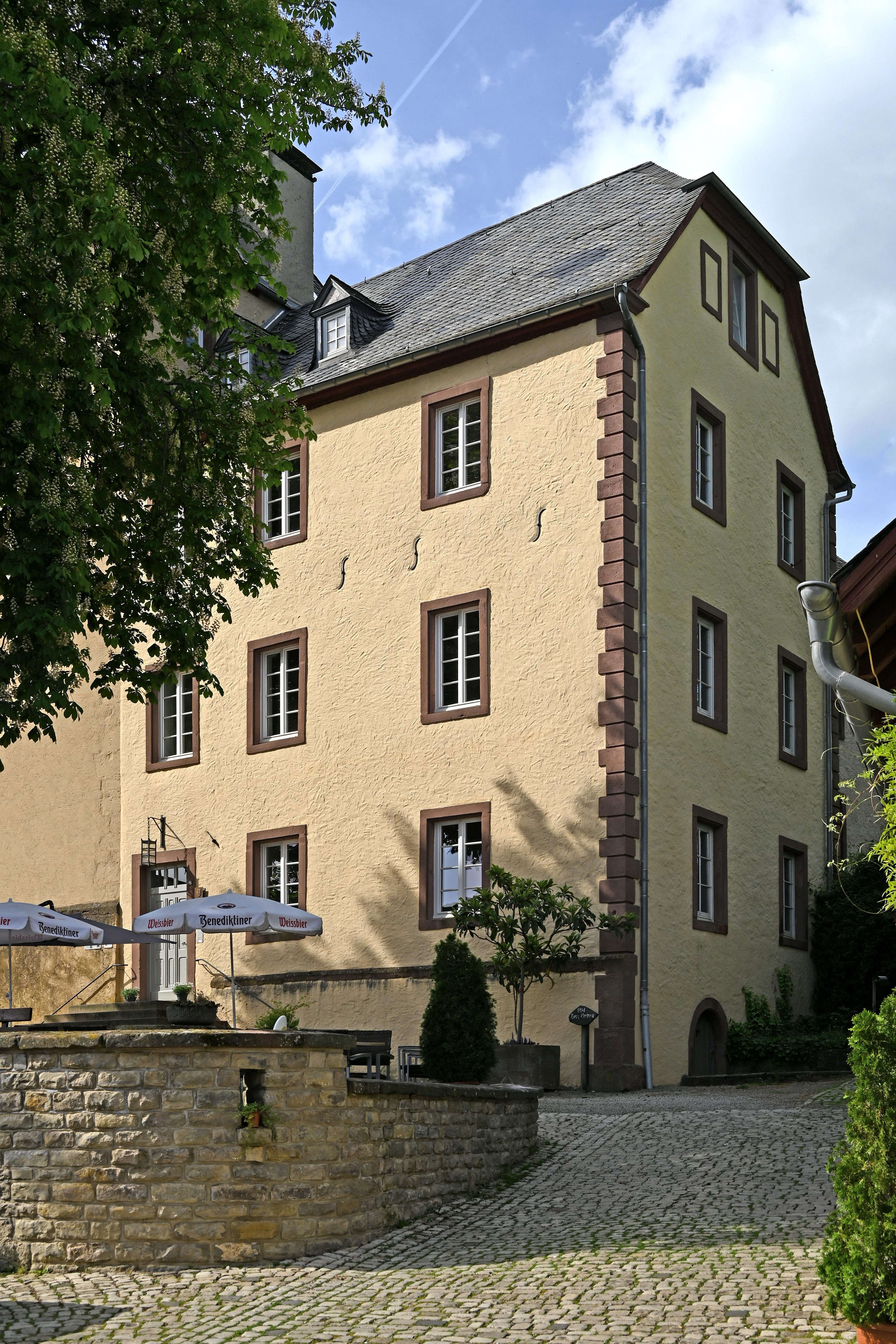
Ostflügel
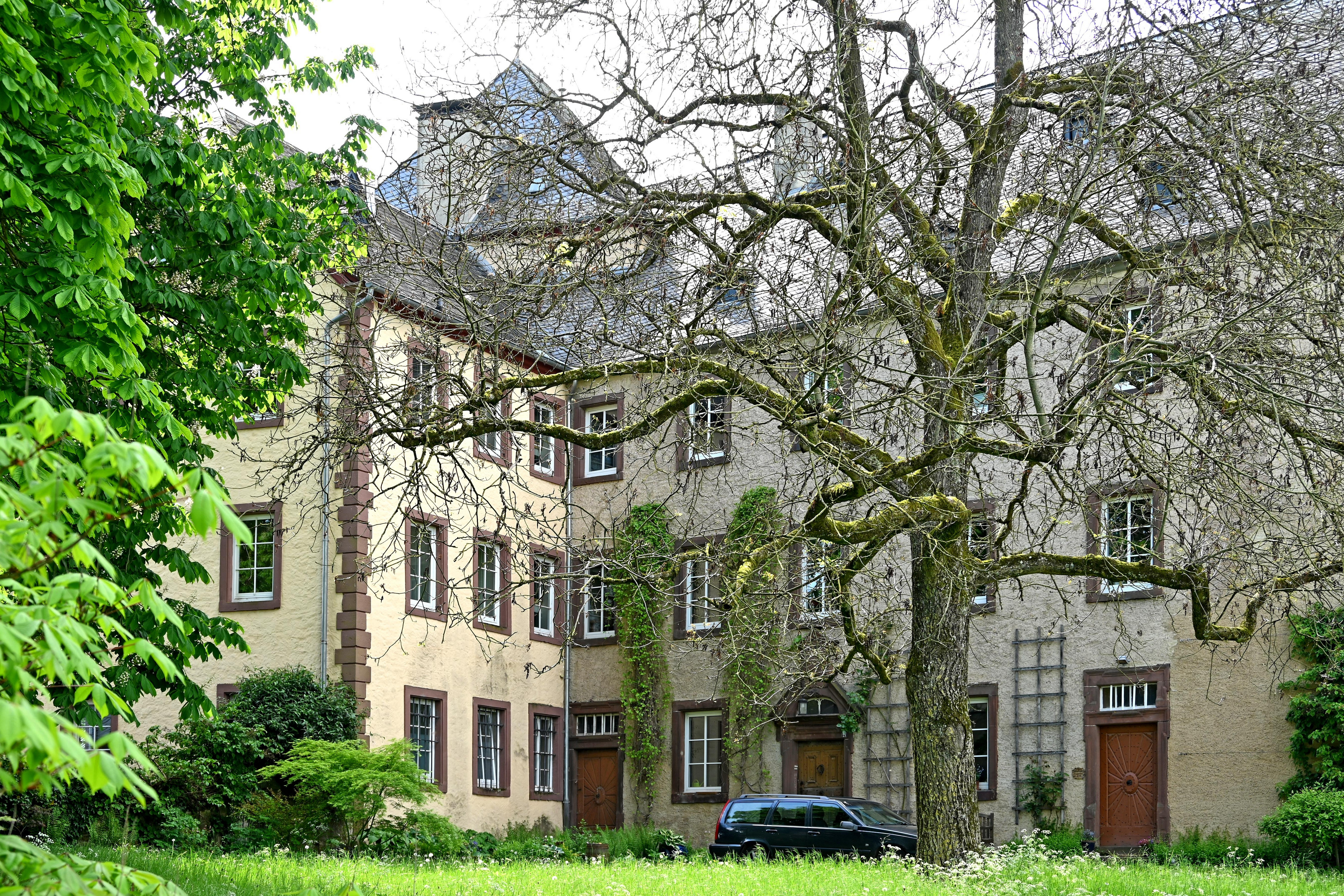
Innenhof
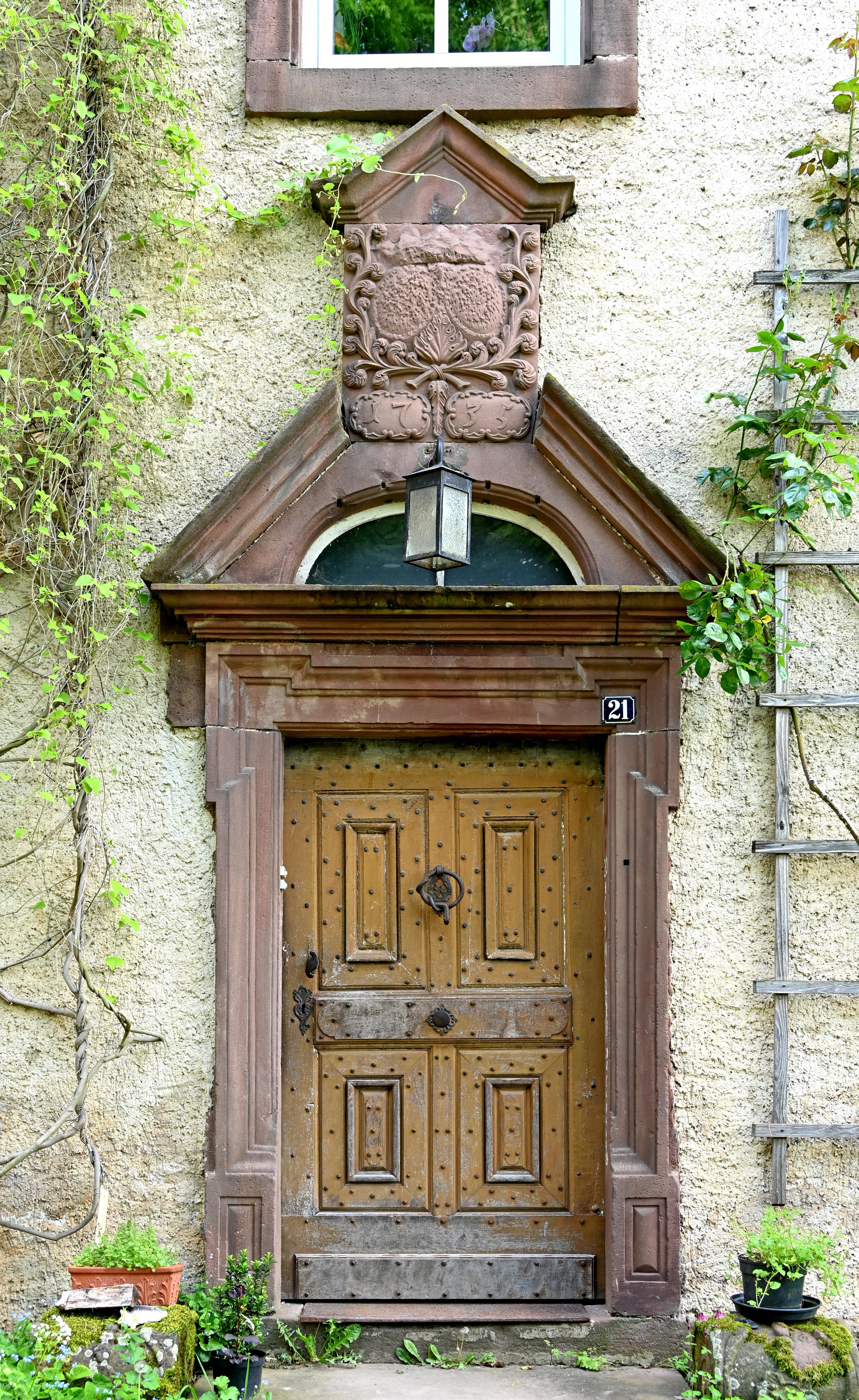
Portal (1735)

## Heutige Nutzung
Die Burg ist teilweise im Privatbesitz und wird bewohnt. Der Innenhof sowie das Wirtschaftsgebäude dienen kulturellen Veranstaltungen. Der renovierte Teil mit dem Turm gehört der Ortsgemeinde Dudeldorf und kann zu Hochzeiten gebucht werden.